# 위조화폐

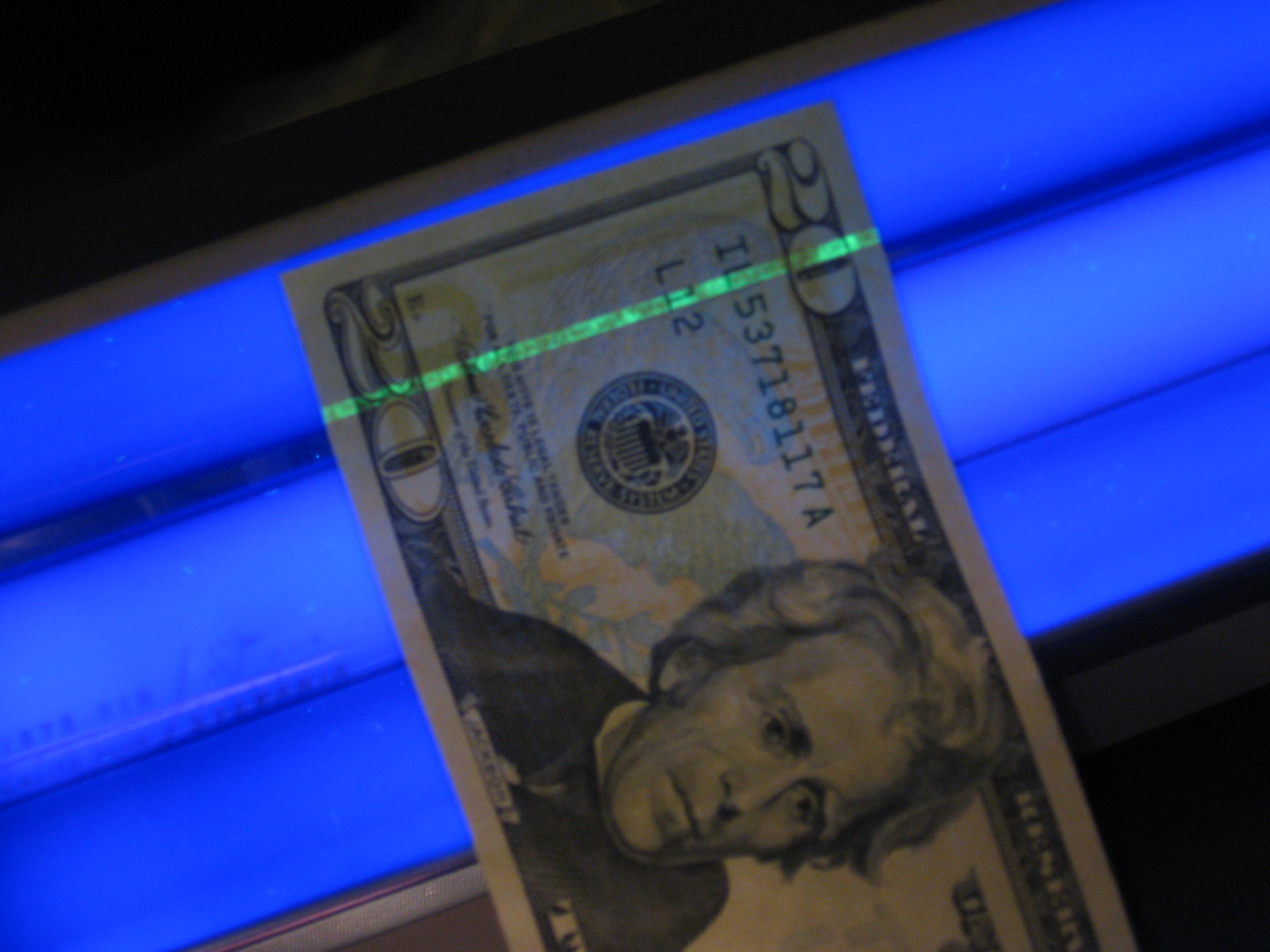
미국 20달러 지폐에 백라이트를 비추어 위조 여부를 확인하는 모습

위조화폐(僞造貨幣, 문화어: 위조화페, 영어: counterfeit money)는 진짜 화폐와 비슷하게 만든 가짜 화폐이다. 여러 가지 목적으로 만들어진다.
일본괴 대한민국은 물론이고 다른 나라에서도 위조화폐를 만드는 행위와 유통은 나라를 망하게 하는 것은 물론 경제를 무너뜨리는 것일 뿐만 아니라 신용 질서를 파괴하는 것이므로 엄격히 금하게 되어 있다. 위조화폐를 만들면 통화위조변조죄가 성립된다. 대부분의 국가에서 위조 화폐를 만들게 되면 대체로 무겁게 처벌된다. 또한 위조화폐를 사용할 목적으로 취득/수입/수출하는 경우는 형법 등 관련 법에 따라 별도로 범죄가 성립되며, 위조화폐임을 알고도 사용했을 경우에도 처벌 대상이다.
이러한 위조화폐를 방지하기 위해 화폐를 만들 때 홀로그램 등의 특수 장치를 화폐에 넣기도 하며, 1990년대 이후로는 기존 방식에다 위조가 어려운 색변환잉크나 위·변조를 할 경우 색이 변하는 소재 등을 사용하고 있다. 또한, 화폐를 위·변조 할 경우 위·변조를 한 컴퓨터 또는 컬러복사기를 추적할 수 있는 소프트웨어를 개발하여 사용하고 있다. 위조방지를 위해 오스트레일리아의 경우 지폐의 소재를 폴리머로 교체하였다. 또한 최근 들어서는 디지털기기, 컬러프린터, 스캐너 등의 성능 향상으로 위조화폐가 증가하고 날이 갈수록 정교해지자 위조가 훨씬 더 어려운 입체형 부분노출 은선, 띠형 홀로그램 등을 도입하였으며 위조지폐 적발이 용이하도록 기계감응장치를 개선하였다.

## 각 국가별 위조화폐 적발 시 처벌

### 대한민국
대한민국에서 위조화폐와 관련된 법규는 형법 207~213조가 있다. 위조한 돈이 대한민국의 화폐인 경우 형법 207조 1항에 의해 무기 또는 2년 이상의 징역에 처하고, 대한민국에서 유통되는 외국화폐 위조 시는 1년 이상의 유기징역, 외국에서 통용하는 외국 화폐 위조 시는 10년 이하의 징역에 처하게 된다. 위조지폐로 물품을 구입하고 이를 이용해 잔돈을 받으면 통화위조죄가 성립됨과 동시에 사기죄까지 별도로 성립된다. 위조지폐를 사용할 목적으로 취득한 경우 5년 이하의 징역 또는 1500만원 이하의 벌금을 받으며, 위조지폐를 취득한 후 그 돈이 위조지폐인 것을 알고 있는 상태에서 행사하면 2년 이하의 징역 또는 500만원 이하의 벌금을 받는다. 원칙적으로 위조지폐가 경찰에 적발되면 관련 물품들과 함께 압수 처리된다.

### 일본
일본에서 위조화폐와 관련된 법규는 형법 148~153조이다. 위조 화폐를 만들면 형법 148조에 의해 무기 또는 3년 이상의 징역에 처하게 된다. 외국화폐 위조는 2년 이상 유기 징역에 처한다.

### 미국
미국에서 위조화폐를 만들게 되면 무기징역에 처하는 것이 원칙이며, 유통시켰을 경우 15년 이상의 징역에 처한다.

### 프랑스
프랑스에서 위조화폐를 만들게 되면 징역 30년에 처하며, 45만 유로(658,710,000원)의 벌금이 병과된다.

## 같이 보기
- 위조
- 통화위조변조죄
- 위조지폐 (영화)
- 슈퍼달러(슈퍼노트/슈퍼빌)